# Inka Martí
Inka Martí Kiemann (Beckum, Westfalia, Alemania Occidental, 6 de enero de 1964) es una periodista, editora, escritora, fotógrafa, activista ecológica por la restauración de la biodiversidad, agricultora y ganadera hispano alemana, esposa del también editor Jacobo Siruela y condesa consorte de Siruela.

## Biografía
Estudió filología hispánica en la Universidad Central de Barcelona.

### Modelo
Con 17 años empezó a trabajar como modelo siendo el rostro de numerosas campañas de publicidad. También trabajó como modelo en Japón, Grecia, Reino Unido, Austria y Alemania.

### Televisión
En 1986, con veintidós años, debutó ante las cámaras de Televisión Española, en el concurso cultural de TVE Hablando claro, apoyado por la Real Academia Española e ideado por el profesor Francisco Rico. Un año después compartió plató con Manuel Hidalgo en el magacín diario Tal cual, en que se hizo cargo de la revista de cine, teatro y música, y con Isabel Gemio en Un verano tal cual.
En 1989 acompañó a Miguel de la Quadra-Salcedo en la primera edición del espacio Aventura 92 y en 1992 presentó el magacín de actualidad y entrevistas Peligrosamente juntas junto a Marisol Galdón. En los meses de julio y agosto de ese año, coincidiendo con los Juegos Olímpicos, condujo el programa diario Barcelona: Juegos de sociedad. Junto a Constantino Romero, fue la voz de los Juegos Olímpicos de Barcelona en las ceremonias de apertura y clausura, que se emitieron a 3500 millones de espectadores de todo el mundo. En noviembre de ese mismo año empezó el informativo de La 2, El informe del día, dirigido por José Antonio Martínez Soler. Dirigió el Departamento de Televisión inaugurado por la productora de publicidad y televisión Ovideo. Entre sus producciones, destacan cinco capítulos de la serie Letter from Home, para la cadena norteamericana CBS.
Tras esa experiencia, se apartó un tiempo de las cámaras y no regresó hasta 1998, cuando rodó un documental sobre España para la BBC de cinco episodios, Spain, Inside Out, que se sigue emitiendo en todos los países de habla inglesa del mundo y recibió el premio de la RTVA como mejor programa de televisión. En 1999, en esta ocasión en la televisión autonómica de Cataluña, TV3, presentó OK!, una revista diaria de una hora y media, dirigida por Alfonso Arús, y No cal somiar, un programa de viajes producido por Ramón Colom.
En enero de 2018 formó parte de La generación del 87. Orígenes y destinos. 1987-2017, una exposición de retratos de grandes fotógrafos desde la que se mostró como integrante de los ochenta y siete representantes de una generación que la revista La Luna de Madrid incluyó en 1987 en un número especial.

### Edición y fotografía

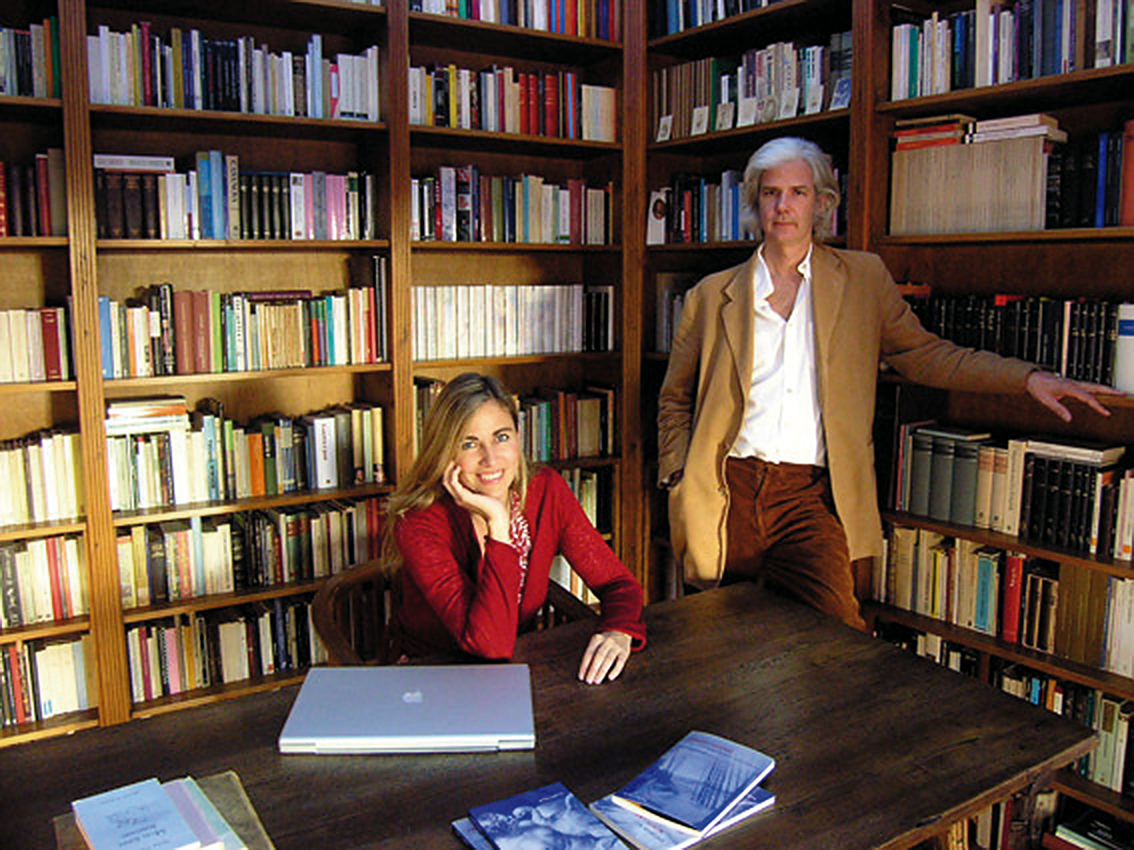
Inka Martí junto a Jacobo Siruela en 2005, año de fundación de Ediciones Atalanta.

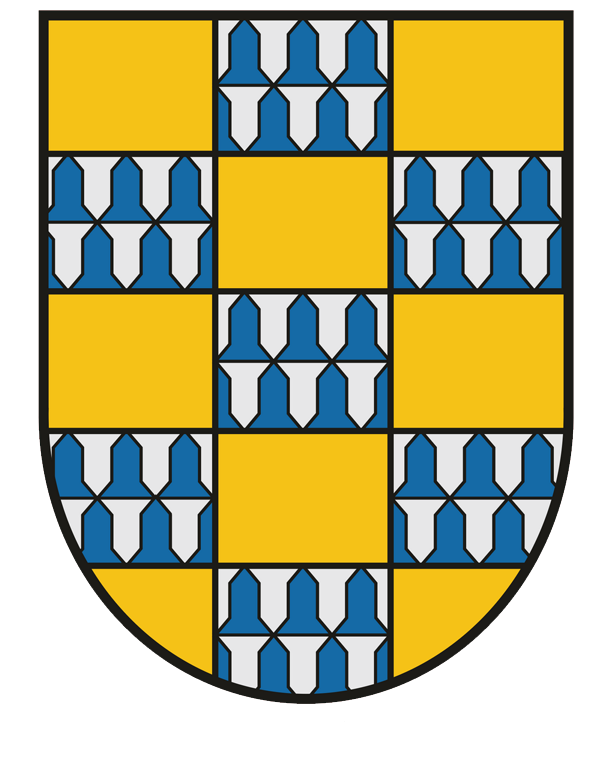
Escudo medieval vinculado al condado de Siruela, título que data de 1470.

En 2005 fundó Ediciones Atalanta junto a su ya marido el editor Jacobo Siruela, y en 2011 inició una nueva trayectoria artística como fotógrafa, publicando por un lado el libro Cuaderno de noche, una recopilación de sesenta y cinco sueños seleccionados entre los más de mil sueños que componen sus once cuadernos escritos desde el año 2000, y simultáneamente, en formato digital, Espacios oníricos, que complementa fotográficamente el mundo recreado en su viaje onírico.
Su trabajo fotográfico participó en exposiciones colectivas en Madrid, Barcelona, Sevilla y París entre 2013 y 2014. Su primera exposición individual tuvo lugar en Àmbit Galeria d'Art de Barcelona durante la primavera de 2015.
Ya en 2016, participó el 17 de abril en el nuevo magacín Fashion and Arts con un foto-ensayo sobre la belleza y el 9 de julio inauguró una exposición en la galería Patrick Domken de Cadaqués.
En abril de 2017 formó parte del libro colectivo No madres de la periodista María Fernández-Miranda, donde esta última relata su historia personal y la de muchas otras mujeres que no quieren o no pueden ser madres y que conforman la denominada Generación NoMo (No Mother).

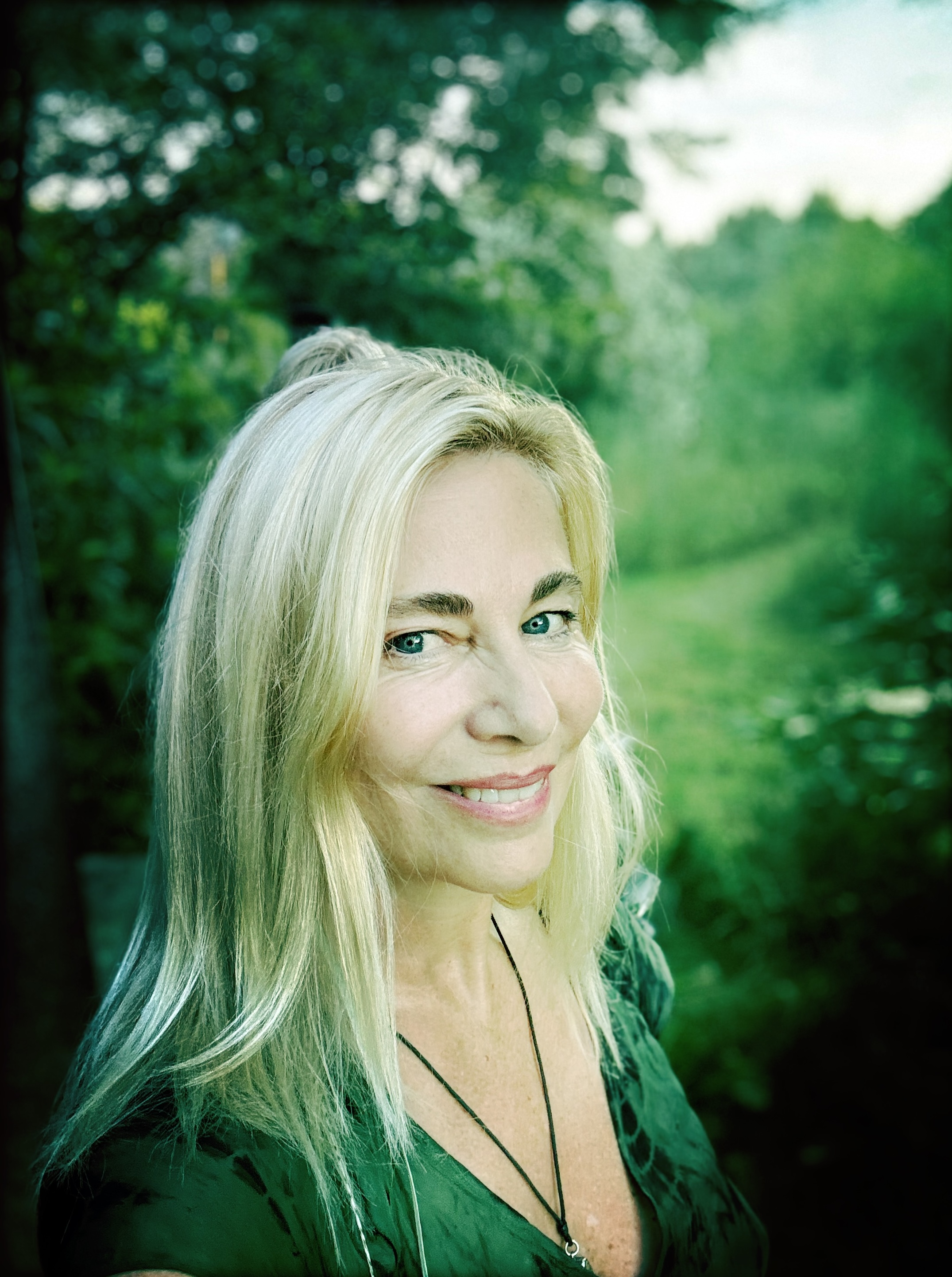
Inka Martí en la actualidad.

El 12 de noviembre de 2019, tres años después de su última presentación fotográfica, exhibió la exposición Levantar el velo en la Universidad del Claustro de Sor Juana del centro histórico de la Ciudad de México. El 23 de septiembre de 2022, y tras su exposición en el Claustro, continuó profundizando en la obra de esta gran escritora del siglo XVII a través de El divino Narciso, presentada en el Espai d'Exposicions Casinet de El Masnou, Barcelona. El mito de Narciso y Eco, narrado por Ovidio, se vincula a esta exposición en lo que refiere a la caída terrestre del ser humano enamorado de su reflejo en la naturaleza.
El 28 de febrero de 2023 participa en Madrid junto con los ponentes David Jiménez Torres, M. Ángeles Bonmatí y Marta Fernández en el coloquio organizado por el Centro de Cultura Contemporánea Conde Duque titulado "La vida bajo los párpados" sobre el sueño y la "vida soñada".

### Biodiversidad
Simultáneamente a su labor como editora con sede en el Mas Pou, en Vilaür, Gerona, así como en Madrid, compagina su ocupación dirigiendo un proyecto («proyecto Airhón») que auna la investigación de biodiversidad a la agricultura y ganadería ecológica, en convivencia con grandes depredadores como el lobo y el águila imperial, en una finca de su esposo heredada por vía materna en la localidad española de Larrodrigo, en Salamanca.

## Obra

### Obra escrita
- Ha traducido algunos libros del alemán.
- 1999: Otto (Barcanova), libro de literatura infantil.
- 2006: El tresor de Nova York (Museo de Arte de Gerona), libro de literatura infantil.
- 2011: Cuaderno de noche (Atalanta) y, en formato digital, Espacios oníricos.

### Exposición fotográfica
- 2013: primera exposición colectiva en Barcelona Valid Foto. Participó en París Photo Off, en Arts Libris del Arts Santa Mònica de Barcelona y en Estampa de Madrid.
- 2014: Revelaciones, exposición colectiva, Galería Container-Art, Sevilla.
- 2015: Paisajes de viento, Àmbit Galeria d'Art, Barcelona.
- 2016: Talismanes en el camino, Galería Patrick Domken, Cadaqués.
- 2019: Levantar el velo, Universidad del Claustro de Sor Juana, centro histórico de la Ciudad de México; Art Window. Marta Moriarty, Madrid.
- 2022: El divino Narciso, Espai d'Exposicions Casinet de El Masnou, Barcelona.